# Hardwood Acres
Hardwood Acres – jednostka osadnicza w Stanach Zjednoczonych, w stanie Michigan, w hrabstwie Benzie.